# Candigugur
Candigugur is een bestuurslaag in het regentschap Batang van de provincie Midden-Java, Indonesië. Candigugur telt 2983 inwoners (volkstelling 2010).